# 薬師丸ひろ子 ひろ子探偵局
カオーラブリーステーション 薬師丸ひろ子 ひろ子探偵局（やくしまるひろこ ひろこたんていきょく）は、1983年5月2日から1983年12月30日まで（ニッポン放送では12月29日まで）ニッポン放送他NRN各局で放送されていた、薬師丸ひろ子がパーソナリティのラジオ番組。
この後、1984年1月から1984年4月6日（ニッポン放送では4月5日まで）の間は「カオーラブリーステーション 薬師丸ひろ子 ほほえみ通信」（やくしまるひろこ ほほえみつうしん）と改題して放送。本項ではこの両者について説明。

## 概要
本番組は花王一社提供枠の番組。ニッポン放送の花王一社提供枠においては1972年4月スタートの『あおい君と佐藤クン』以来男性2人による、いわゆる『○○君と○○君』の番組のシリーズが放送され続けてきたが、本番組のスタートによってこのシリーズの系譜は一時中断。
薬師丸ひろ子を“探偵局長”として、「青春時代など色々なことを探偵する」ことが本番組の基本コンセプト。リスナーからの「身の回りの探偵レポート」やおかしな体験談、最近考えていることや感じていること、悩みなどの相談や普通のお便り、ショートショートなどのミニドラマで構成され、薬師丸自身もはがきや投書に応え、彼女自身の近況報告や感じたり考えたりの思いを語りかける、「リスナーとの交流の場」として番組が作られていた。人生などを綴ったショートショートは作家が書いた脚本を朗読。本番組ではリスナーから「探偵局員」6人を募集して選出、選ばれた局員には「局員証」が贈られた。収録は10分の番組を5日分録るのに3時間かかったこともざらにあったという。
1984年1月放送分からタイトルを『薬師丸ひろ子 ほほえみ通信』と改める。ほほえみ通信時代のオープニングテーマ曲は、大貫妙子のアルバム『SIGNIFIE（シニフィエ）』収録のインストゥルメンタル曲『エル・トゥルマニエ〈虹の神〉 』。
1984年4月6日に本番組終了後、花王一社提供枠の後続番組として『どんまいフレンド』がスタートし、男性2人パーソナリティによる体制の番組が復活している。なお、ニッポン放送における薬師丸の次のメインパーソナリティ番組は、これより1年後の1985年5月5日（日曜日10:30〜11:00）にスタートした『COKE ON SUNDAY 薬師丸ひろ子 あなたに・愛・わいわい!』である。

## 放送時間・ネット局
- ニッポン放送（NRNキー局・制作局）：月曜日〜木曜日 22:50 - 23:00
  - 夜ワイド番組『ヤングパラダイス』の内包番組として放送。当時金曜日の同じ時間帯に放送されていた『ヤングパラダイスFRIDAYスペシャル 恋する電リク・マイクストロベリーショー』→『TOKYOベストヒット』には内包番組が設定されていなかったため、本番組の金曜日放送分は各ネット局への裏送りとなった。
- 北海道放送：月曜日〜金曜日 23:00 - 23:10
  - （JRN・NRNクロスネット局）
- 東海ラジオ放送：月曜日〜金曜日 23:00 - 23:10
  - （NRNシングルネット局）
- RKB毎日放送：月曜日〜金曜日 24:20 - 24:30
  - （JRNシングルネット局かつ、この中では唯一のNRN系列外ネット局。1983年10月からネット）

## 代役パーソナリティ
- 杉田かおる （1983年11月14日～11月18日。タイトルは『杉田かおる ラブリーステーション』として放送[4]）